# Гуш Ецион
Гуш Ецион (на иврит: גוש עציון) е група от еврейски селища на Западния бряг на река Йордан. Селищата са основани между 1943 г. и 1947 г. на половината разстояние между Йерусалим и Хеброн. Опити за основаване на еврейски селища в района са правени обаче и по-рано, в периода 1917 – 1919 г. и 1935 – 1936 г. По време на войната от 1948 г. арабските войски успяват да разрушат еврейските селища. Те биват възстановени след Шестдневната война.
По данни на израелската организация „Мир сега“ 23,86% от територията на Гуш Ецион представлява палестинска частна собственост.